# Claudia Pascual
Claudia Pascual Grau (Santiago 14 de diciembre de 1972) es una antropóloga social y política chilena, militante del Partido Comunista de Chile (PCCh). Desde el 11 de marzo de 2022 ejerce el cargo de Senadora de la República en representación de la Circunscripción 7, que corresponde a la Región Metropolitana.
Asumió el 11 de marzo de 2014 como ministra directora del Servicio Nacional de la Mujer, siendo la primera comunista en 41 años en integrar un gabinete ministerial de su país. El 3 de junio de 2016 fue nombrada oficialmente como ministra de la Mujer y la Equidad de Género, cartera creada en marzo de 2015, y que entró en funcionamiento en junio de 2016. Cesó en el cargo el 11 de marzo de 2018.

## Biografía
Nació en Santiago, el 14 de diciembre de 1972, hija de Martín Pascual Arias y de María Grau Marcayano. Está casada con Javier Albornoz Rebolledo, integrante del Comité Central del Partido Comunista (2020-2024) con quien son padres de un hijo. 
Estudió en el Liceo Carmela Carvajal y egresó de la enseñanza media en 1989 del Colegio San Leonardo, de Maipú, Región Metropolitana. En 1990, ingresó a estudiar Pedagogía en Historia y Geografía en la Universidad Metropolitana de Ciencias de la Educación (ex Pedagógico). En 1992, se incorporó a la carrera de antropología en la Facultad de Ciencias Sociales de la Universidad de Chile, donde se tituló en antropología con mención en antropología social. Su tesis de licenciatura lleva por título: “Jóvenes de la calle: uso percepción y representación social del espacio calle” (2002). A febrero de 2022, cursa el Máster en Intervención Social en las Sociedades del Conocimiento de la Universidad de la Rioja (UNIR), España.
Profesionalmente, se desempeñó como Evaluadora de Proyectos de Agencias y Organizaciones No Gubernamentales (ONGs) y Fue coordinadora del Programa de Prevención del Consumo de Drogas y Alcohol de la Dirección de Bienestar Estudiantil de la Universidad de Chile.
En el ámbito académico ha sido co-investigadora y coordinadora ejecutiva en proyectos relacionados con temáticas sobre jóvenes, género, mujeres y trabajo, educación popular y movimiento sindical. Asimismo, fue Secretaria Ejecutiva del Instituto de Ciencias Alejandro Lipschutz (ICAL). Docente en la Universidad de Santiago de Chile (Usach) y la Universidad de O'Higgins.

## Carrera política

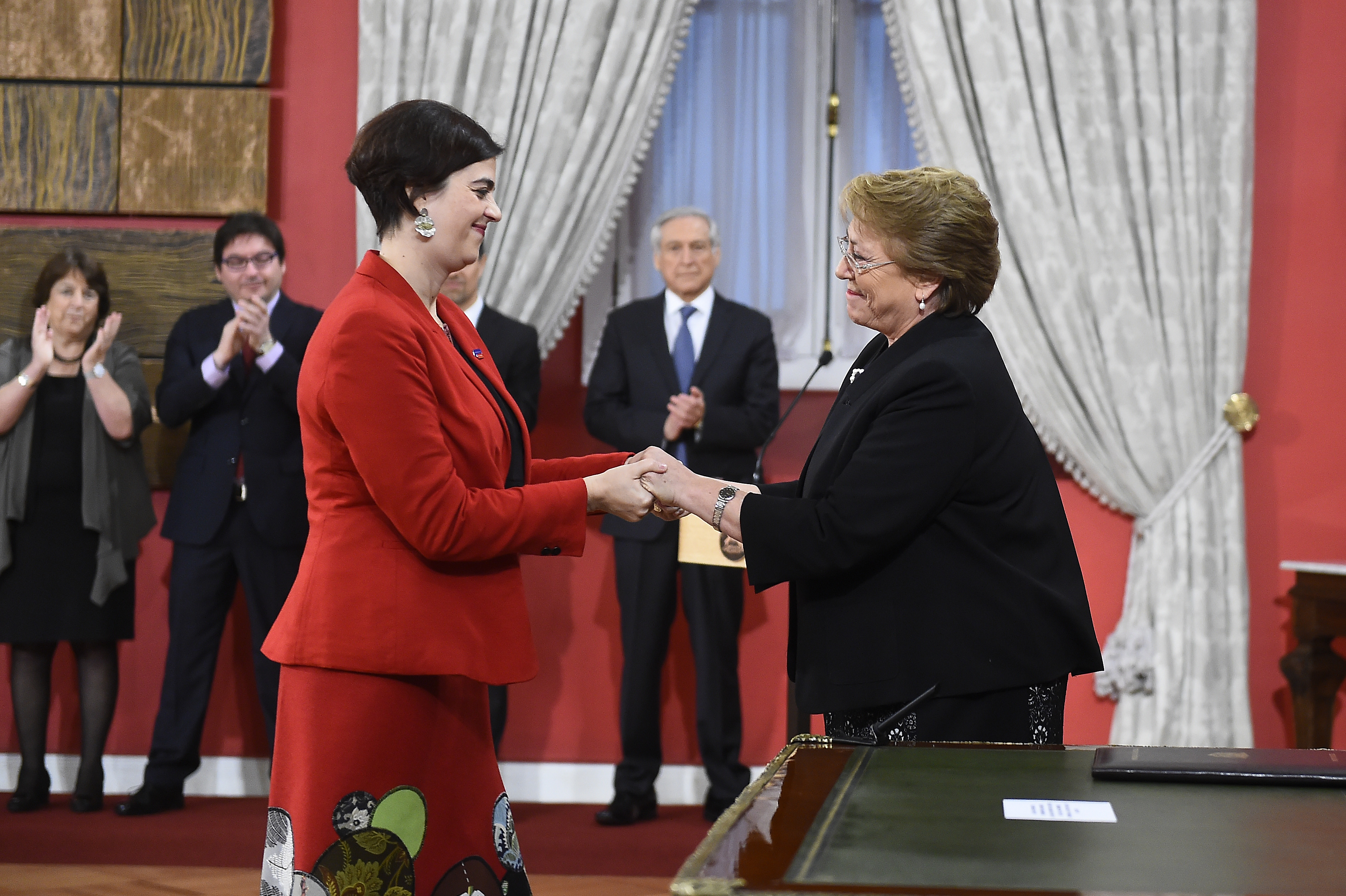
Pascual en su nombramiento como ministra de la Mujer y la Equidad de Género, en junio de 2016.

Es militante del Partido Comunista de Chile (PCCh) desde los 13 años, donde ha sido secretaria regional, miembro del Comité Central, y encargada nacional de Mujeres. En 2001 y 2005 fue candidata a diputada por Santiago en representación del PCCh, no resultando elegida en ambas oportunidades. Entre 2002 y 2005 fue secretaria ejecutiva del Instituto de Ciencias Alejandro Lipschutz (ICAL).
En las elecciones municipales de 2008 fue elegida concejala por la comuna de Santiago. En las elecciones de 2012 fue reelegida con la primera mayoría comunal. Renunció al cargo el 5 de marzo de 2014.
El 24 de enero de 2014 fue anunciada como la ministra directora del Servicio Nacional de la Mujer por la presidenta electa Michelle Bachelet. Asumió el cargo el 11 de marzo de 2014, con el inicio del nuevo gobierno, y de este modo se convirtió en la primera militante comunista en integrar un gabinete desde 1973, durante la presidencia de Salvador Allende.
El 3 de junio de 2016 fue nombrada por la presidenta Michelle Bachelet como la primera ministra de la Mujer y la Equidad de Género, cartera ministerial creada por la ley 20820, de 20 de marzo de 2015, y que entró en funcionamiento el 1 de junio de 2016.
Se inscribió como candidata a senadora en las elecciones parlamentarias de 2021, dentro de la circunscripción 7, que corresponde a la Región Metropolitana de Santiago. Resultó elegida en los comicios del 21 de noviembre con el 5,3% de los votos. Junto a Daniel Núñez, que fue electo en la circunscripción 5, son los primeros representantes del Partido Comunista en el Senado desde la elección de Volodia Teitelboim en 1973. Prestó juramento como senadora el 11 de marzo de 2022.

## Historial electoral

### Elecciones parlamentarias de 2001
- Elecciones parlamentarias de 2001, para el Distrito 22, Santiago[15]

| Candidato                      | Pacto                          | Partido | Votos  | %     | Resultado |
| ------------------------------ | ------------------------------ | ------- | ------ | ----- | --------- |
| Alberto Cardemil Herrera       | Alianza por Chile              | RN      | 42 772 | 39,40 | Diputado  |
| Carolina Tohá Morales          | Concertación por la Democracia | ILE     | 32 965 | 30,36 | Diputada  |
| Álex Figueroa Muñoz            | Concertación por la Democracia | PDC     | 16 960 | 15,62 |           |
| Juan Pablo Aguerreberry Tesler | Alianza por Chile              | UDI     | 8362   | 7,70  |           |
| Carlos Sánchez Soto            | Partido Comunista              | PC      | 2455   | 2,26  |           |
| Claudia Pascual Grau           | Partido Comunista              | PC      | 3266   | 3,01  |           |
| Raúl Veloso Ferrari            | Partido Humanista              | PH      | 1100   | 1,01  |           |
| Enrique Herrera Noya           | Partido Humanista              | PH      | 691    | 0,64  |           |

### Elecciones municipales de 2004
- Elecciones municipales de 2004, para el Concejo Municipal de Santiago [16]

(Se consideran sólo candidatos con sobre el 1% de votos y candidatos electos como concejales, de un total de 20 candidatos)
| Candidato                 | Pacto             | Partido  | Votos  | %     | Resultado |
| ------------------------- | ----------------- | -------- | ------ | ----- | --------- |
| María Estela León Ruíz    | Alianza por Chile | UDI      | 43 249 | 41,37 | Concejala |
| Ximena Lyon Parot         | Concertación      | PDC      | 19 780 | 18,92 | Concejala |
| Jaime Tohá Lavanderos     | Concertación      | Ind. PS  | 7794   | 7,45  | Concejal  |
| Leonardo Véliz Díaz       | Concertación      | Ind. PPD | 5997   | 5,74  | Concejal  |
| Ismael Calderón Larach    | Concertación      | PS       | 5236   | 5,01  |           |
| Claudia Pascual Grau      | Juntos Podemos    | PCCh     | 3344   | 3,20  |           |
| Miriam Señoret Soto       | Concertación      | PRSD     | 2633   | 2,52  |           |
| Álvaro Undurraga Julio    | Alianza por Chile | RN       | 2229   | 2,13  | Concejal  |
| Gerardo Guzmán Torres     | Concertación      | PDC      | 2030   | 1,94  | Concejal  |
| Rolando Jiménez Pérez     | Concertación      | Ind. PPD | 2030   | 1,94  |           |
| Felipe Alessandri Vergara | Alianza por Chile | RN       | 1993   | 1,91  | Concejal  |
| Claudio Flores Aqueveque  | Concertación      | PDC      | 1623   | 1,55  |           |
| Hernán Bustos Rodríguez   | Juntos Podemos    | PH       | 1407   | 1,35  |           |
| Juan Jorge Lazo Rodríguez | Alianza por Chile | UDI      | 1072   | 1,03  | Concejal  |

### Elecciones parlamentarias de 2005
- Elecciones parlamentarias de 2005 a Diputado por el distrito 22 (Santiago) [17]

| Candidato                  | Pacto                    | Partido | Votos  | %     | Resultado |
| -------------------------- | ------------------------ | ------- | ------ | ----- | --------- |
| Carolina Tohá Morales      | Concertación Democrática | PPD     | 45 769 | 39,79 | Diputada  |
| Alberto Cardemil Herrera   | Alianza                  | ILD     | 32 827 | 28,54 | Diputado  |
| Carmen Ibáñez Soto         | Alianza                  | RN      | 16 711 | 14,53 |           |
| Ricardo Hormazábal Sánchez | Concertación Democrática | PDC     | 9268   | 8,06  |           |
| Claudia Pascual Grau       | Juntos Podemos Más       | PC      | 7478   | 6,50  |           |
| Claudia Manríquez Spicto   | Juntos Podemos Más       | PH      | 2959   | 2,57  |           |

### Elecciones municipales de 2008
- Elecciones municipales de 2008, para el Concejo Municipal de Santiago[18]

(Se consideran solamente los candidatos con más del 3% de los votos)
| Candidato                         | Pacto                    | Partido | Votos  | %     | Resultado |
| --------------------------------- | ------------------------ | ------- | ------ | ----- | --------- |
| Jorge Alessandri Vergara          | Alianza                  | UDI     | 13 924 | 14,39 | Concejal  |
| Claudia Pascual Grau              | Juntos Podemos Más       | PC      | 7933   | 8,20  | Concejala |
| Carolina Lavín Aliaga             | Alianza                  | UDI     | 7698   | 7,96  | Concejala |
| Bruno Baranda Ferrán              | Alianza                  | RN      | 7655   | 7,91  | Concejal  |
| Pedro García Aspillaga            | Concertación Democrática | PDC     | 5687   | 5,88  | Concejal  |
| Rodrigo Mekis Martínez            | Alianza                  | ILE     | 5656   | 5,85  | Concejal  |
| Álvaro Undurraga Julio            | Alianza                  | RN      | 5633   | 5,82  |           |
| Ismael Calderón Larach            | Concertación Democrática | PS      | 5122   | 5,29  | Concejal  |
| María Teresa Viera-Gallo Chadwick | Concertación Democrática | ILC     | 4126   | 4,27  |           |
| Loreto Schnake Neale              | Concertación Progresista | PPD     | 3816   | 3,94  | Concejala |
| Alfredo Morgado Travezan          | Concertación Progresista | PPD     | 3411   | 3,53  |           |

### Elecciones municipales de 2012
- Elecciones municipales de 2012, para el Concejo Municipal de Santiago[19]

(Se consideran los candidatos con más del 2% de los votos)
| Candidato                 | Pacto                    | Partido | Votos | Resultado |
| ------------------------- | ------------------------ | ------- | ----- | --------- |
| Claudia Pascual Grau      | Por un Chile Justo       | PC      | 7957  | Concejala |
| Alfredo Morgado Travezan  | Por un Chile Justo       | PPD     | 7744  | Concejal  |
| Carolina Lavín Aliaga     | Coalición                | UDI     | 7004  | Concejala |
| Felipe Alessandri Vergara | Coalición                | RN      | 6875  | Concejal  |
| Carlos Kubick Orrego      | Coalición                | UDI     | 4824  | Concejal  |
| Esperanza Alcaíno Cueto   | Coalición                | ILH     | 4148  | Concejala |
| Ismael Calderón Larach    | Concertación Democrática | PS      | 3967  | Concejal  |
| Loreto Schnake Neale      | Por un Chile Justo       | PPD     | 3944  | Concejala |
| Pedro García Aspillaga    | Concertación Democrática | PDC     | 2803  | Concejal  |
| Leonel Herrera Silva      | Coalición                | ILH     | 2492  | Concejal  |
| Christian Espejo Muñoz    | Coalición                | UDI     | 2413  |           |
| Alejandro Vega Campos     | Por un Chile Justo       | PPD     | 2111  |           |
| Rosario Carvajal Araya    | Igualdad para Chile      | ILA     | 2015  |           |
| Sebastián Keitel Bianchi  | Coalición                | UDI     | 1752  |           |
| Paulo Lincir Espinoza     | Concertación Democrática | PS      | 1733  |           |

### Elecciones parlamentarias de 2021
- Elecciones parlamentarias de 2021, para la Circunscripción Senatorial nro. 7, Región Metropolitana de Santiago

| Candidato                        | Pacto                    | Partido | Votos   | %     | Resultado |
| -------------------------------- | ------------------------ | ------- | ------- | ----- | --------- |
| Fabiola Campillai Rojas          | Independiente            | Ind.    | 402 078 | 15,14 | Senadora  |
| Manuel José Ossandón Irarrázaval | Chile Podemos Más        | RN      | 279 908 | 10,54 | Senador   |
| Rojo Edwards Silva               | Frente Social Cristiano  | PRCh    | 249 273 | 9,39  | Senador   |
| Luciano Cruz-Coke Carvallo       | Chile Podemos Más        | EVO     | 150 868 | 5,68  | Senador   |
| Claudia Pascual Grau             | Apruebo Dignidad         | PCCh    | 139 722 | 5,26  | Senadora  |
| Jaime Mañalich Muxi              | Chile Podemos Más        | ILAA    | 132 621 | 4,99  |           |
| Karina Oliva Pérez               | Apruebo Dignidad         | COM     | 112 730 | 4,24  |           |
| Marcela Sabat Fernández          | Chile Podemos Más        | RN      | 109 241 | 4,11  |           |
| Guillermo Teillier Del Valle     | Apruebo Dignidad         | PCCh    | 101 506 | 3,82  |           |
| Celeste Jiménez Riveros          | Partido Ecologista Verde | PEV     | 79 928  | 3,01  |           |
| Paulina Vodanovic Rojas          | Nuevo Pacto Social       | PS      | 71 205  | 2,68  |           |
| Cristián Contreras Radovic       | Independientes Unidos    | CU      | 71 019  | 2,67  |           |
| Gabriel Silber Romo              | Nuevo Pacto Social       | PDC     | 58 716  | 2,21  |           |
| Rocío Donoso Pineda              | Apruebo Dignidad         | RD      | 53 235  | 2,00  |           |
| Sebastián Depolo Cabrera         | Apruebo Dignidad         | RD      | 48 858  | 1,84  |           |
| Gonzalo Martner Fanta            | Apruebo Dignidad         | ILAA    | 44 511  | 1,68  |           |
| Verónica Pardo Lagos             | Nuevo Pacto Social       | ILAH    | 26 151  | 0,98  |           |
| Natalia Piergentili Domenech     | Nuevo Pacto Social       | PPD     | 17 129  | 0,64  |           |
| Ricardo Ortega Perrier           | Frente Social Cristiano  | PRCh    | 16 422  | 0,62  |           |